# Бебель-Жислер, Дани
Дани Бебель-Жислер (Дэни Бебель-Гислер, фр. Dany Bébel-Gisler; 7 апреля 1935 — 28 сентября 2003) — афро-гваделупская писательница и социолингвистка, специализировавшаяся на антильском креольском языке и этнологии. Она была среди первых лингвистов, выступавших за сохранение и преподавание креольских языков, а также исследовавших отражение социальных иерархий колонизаторов и колонизированных во взаимодействии языков межнационального общения (лингва франка) стран Карибского бассейна. Она опубликовала несколько романов и детских книг о культуре Гваделупы. Также сыграла важную роль в разработке проекта ЮНЕСКО «Невольничий путь», прослеживая пересечение африканских, карибских и европейских культур.

## Биография
Дэни Бебель родилась 7 апреля 1935 года в Пуэнт-а-Питр на острове Гваделупа на Французских Антильских островах. Семья её отца владела сахарной плантацией на острове, а её мать-мулатка была на плантации сельскохозяйственной работницей. Дани с энтузиазмом восприняла возможность реализовать свои мечты об образовании во Франции, куда перебралась в подростковом возрасте и где посещала подготовительную школу в Тулузе. Затем она продолжила обучение в Высшей нормальной школе в Париже. Окончив учёбу, Бебель стала первой из семьи своей матери, получившей степень бакалавра. Получив Prix Spécial de Français, она продолжила обучение в Больших школах под руководством Мишеля Лейриса, сосредоточившись на этнологии, лингвистике и социологии.

### Педагогическая и исследовательская работа
Завершая учёбу в университете в 1960-х годах, Бебель-Жислер начала преподавать во Франции — в Нантере и Обервилье, уделяя особое внимание образованию рабочего класса и иммигрантов. В Париже она руководила программой обучения взрослых грамоте, ориентированной на иммигрантов из Африки (Алжира в частности). В 1976 году она вернулась на Гваделупу, чтобы запустить экспериментальный образовательный проект для неграмотных сельских жителей в районе Ламентена, не говоривших по-французски, и создать систему правописания для местного креольского языка. В то время существовало лишь несколько креольских текстов, в которых язык не рассматривался бы с точки зрения этимологического анализа. В 1975 году, опубликовав брошюру «Некоторые принципы письма на креольском языке» (Kèk Prinsip Pou Ékri Kréyól), она предложила разработать систему обозначений для гваделупского креольского языка на основе гаитянской модели, которую можно было бы совершенствовать и применять для создания письменного стандарта в образовательных целях. В 1976 году она опубликовала работу «Креольский язык, принудительное подавление» (La Langue créole, force jugulée), в которой давала оценку системе французских школ, в которой дети-иммигранты, не умеющие говорить по-французски, помещались в коррекционные классы. Она указывала, что исключение таких учащихся из обычных занятий заставляло их чувствовать себя неполноценными, влияя на их дальнейшее образование и шансы устроиться на работу. Таким образом, язык, вместо того чтобы сближать народы, стал средством поддержания социальных барьеров.
В 1979 году Бебель-Жислер основала альтернативно-образовательный Центр народного образования Буадубут, открывающий путь к грамотности для неблагополучных взрослых и детей, сталкивавшихся с препятствиями, поскольку в официальных школах преподавание велось только на французском языке. Хотя её работа подрывала цели властей по ассимиляции, она продолжала руководить центром и получать финансирование от Французского национального центра научных исследований. Язык для Бебель-Жислер стал средством активизма, бросавшего вызов статус-кво, при котором контроль над доступом к знаниям гарантировал поддержание власти привилегированными социальными классами или людьми с определенным происхождением. Отказываясь использовать французский язык и подвегаться ассимиляции, гваделупцы проводили различие между собой и своими колонизаторами, а также другими колониями на Антильских островах.

### Литературное творчество
Помимо своей педагогической деятельности, Бебель-Жислер начала публиковать романы. В 1985 году в её биографическом романе «Леонора: погрёбенная история Гваделупы» (Lénora: l’histoire enfouie de la Guadeloupe) описывается военный период 1940—1943 годов, когда введённая вишистским губернатором Констаном Сореном политика изоляции Гваделупы и Мартиники привела к страданиям местного населения. В 1994 году вышел английский перевод этого романа, а в 1998 году — детская книга «Бабушка, где начинается Рабский путь?» (Grand’mère, ça Begin où la Route de l’esclave?). Книга прослеживала треугольник атлантической торговли (включая трансатлантическую работорговлю). В 2000 году опубликована книг «A la recherche d’une odeur de grand’mère»; В Гваделупе «enfant de la Dass» raconte…" . В книге рассказывается о том, как плантации сахарного тростника сформировала как ландшафт, так и самих работающих на них людей, заменив семейные связи общинными отношениями и изменив характер взаимоотношений между мужчинами и женщинами, родителями и детьми.
В 1996 году Бебель-Жислер присоединилась к проекту ЮНЕСКО «Невольничий путь», прослеживая пересечение африканской, карибской и европейской культур через памятники работорговли. Она отвечала за документирование карибского участка маршрута. Реализуя проект на Гваделупе, она выявила восемнадцать значимых сохранившихся объектов, включая плантации, форты и тюрьмы.
Бебель-Жислер скоропостижно скончалась от сердечного приступа 28 сентября 2003 года в своём доме в Ламентине. Её широко помнят за активную деятельность по сохранению гваделупского креольского языка.